# 외계인과 콩콩 강시
"외계인과 콩콩 강시"(The Aliens And Kong Kong Kang-si)는 한국에서 제작된 안승호 감독의 1989년 영화이다. 홍성영 등이 주연으로 출연하였고 정화자 등이 제작에 참여하였다.

## 출연

### 주연
- 홍성영
- 김명희
- 유성

### 조연
- 전경수
- 노완래
- 이맹정
- 김상욱
- 심미화
- 이소평
- 동동
- 도계화
- 장문진
- 후문귀
- 장체윤

## 기타
- 촬영부: 이천호
- 촬영부: 곽영준
- 조명: 이승구
- 조명부: 전진승
- 조연출: 전경수
- 스크립터: 박현선
- 녹음: 유창국
- 녹음: 청맥 녹음실
- 특수효과: 김철석
- 의상: 이해윤
- 효과: 유광욱